# Asedio de San Sebastián
En el  asedio de San Sebastián (7 de julio – 8 de septiembre de 1813) fuerzas aliadas bajo las órdenes de Arthur Wellesley, duque de Wellington, ocuparon la ciudad de San Sebastián en el norte de la península ibérica y a su guarnición francesa al mando de Louis Emmanuel Rey. El ataque resultó en el saqueo y la devastación de la ciudad por incendio.

## Situación
Tras ganar la decisiva batalla de Vitoria el 21 de junio de 1813 y tomar Bilbao el día anterior, el ejército de Wellington avanzó hacia el oeste de los Pirineos para ocupar los pasos de montaña y enfrentarse a las tropas del mariscal Soult, quien se había retirado a Francia para tratar de reorganizar su ejército. A fin de despejar la zona de retaguardia y expulsar a las últimas fuerzas francesas de España, Wellington necesitaba apoderarse de Pamplona y San Sebastián. Al carecer de recursos para atacar simultáneamente, Pamplona fue bloqueada y San Sebastián fue sitiada.
El bloqueo de Pamplona tomó tiempo, pero resultó en la rendición de las fuerzas francesas allí debido a la inanición el 8 de septiembre de 1813.

## Fuerzas
El 1 de julio, la guarnición francesa del general de brigada Louis Emmanuel Rey de 3170 hombres consistía en el 22.° y el 34.° de Línea (1 batallón cada uno), el 62.° de Línea (2 batallones), elementos del 1.° y el 119.° de Línea, una compañía de zapadores e ingenieros y dos baterías de artilleros. Setenta y seis armas pesadas se alinearon en las fortificaciones.
Para proceder al asedio, el teniente general Sir Thomas Graham recibió el mando de 9000 soldados de la 5.ª División del general de brigada, mayor general John Oswald, y la brigada portuguesa de Henry Bradford. Graham desplegó inicialmente 40 armas pesadas de diversas fuentes.
Javier Sada ha declarado que la composición de las tropas aliadas incluía una importante parte multinacional de soldados de fortuna, cuyo único incentivo era el botín obtenido en las fortalezas conquistadas. De hecho, la 5.ª División tenía 3900 oficiales y hombres británicos y 2300 portugueses, y otros 2300 soldados portugueses en la brigada de Bradford.

## Planes
San Sebastián (Donostia en vasco) tenía 9104 habitantes entonces y era más liberal que la provincia conservadora circundante de Guipúzcoa. La ciudad estaba abierta a diferentes influencias de Gascuña y Francia en el norte y España en el sur. Por otra parte, la composición de la ciudad había sido una mezcla étnica gascona y vasca desde su fundación, en tanto que el idioma gascón puede haber desaparecido por esta época en la historia de la ciudad.
Después de la toma de posesión de Napoleón en Francia, su hermano mayor José Bonaparte fue proclamado rey de España en 1808. Francisco Amorós, que es citado en muchas cuentas como "de mente francesa", fue nombrado jefe magistrado de la ciudad. Si bien parece que las nuevas autoridades y ayudantes no fueron tenidos en cuenta por la población, la paz prevaleció durante todo el período hasta 1813 y las tropas francesas fueron generalmente bien aceptadas. Este equilibrio desapareció cuando las tropas francesas se retiraron bajo el mando de Emmanuel Rey y los refugiados que habían huido a Vitoria después de la derrota francesa llegaron a la ciudad en junio.
San Sebastián se encuentra en una península que se extiende hacia el Golfo de Vizcaya y corre generalmente de norte a sur. La cara sur de las fortificaciones de la ciudad era muy fuerte, con un gran Hornabeque bloqueando los accesos y con las murallas de la ciudad más altas montando cañones que podían disparar sobre la lengua de tierra para protegerla. "Fue la fortificación más fuerte que vi, exceptuando a Gibraltar", escribió William Dent. En su lado oriental, la ciudad estaba protegida por el estuario del río Urumea. Los ingenieros británicos detectaron un punto débil cerca de la orilla del río en la esquina sureste de la ciudad. Los asaltos fueron posibles a través del lecho del río durante la marea baja desde el sur y el este. Las baterías de asedio podrían colocarse al sur de la ciudad y en las dunas de arena en el lado oriental del estuario, con lo que el río podría protegerla del contraataque.
La potencia marítima británica no pudo ser utilizada porque la flota bloqueadora vizcaína estaba debilitada. Los barcos franceses traían regularmente suministros y refuerzos, mientras sacaban soldados heridos y enfermos. Debido a esto, Wellington no podía esperar rendir por hambre la ciudad. Tendría que atravesar las murallas y entrar en la ciudad por asalto.

## Primer asedio

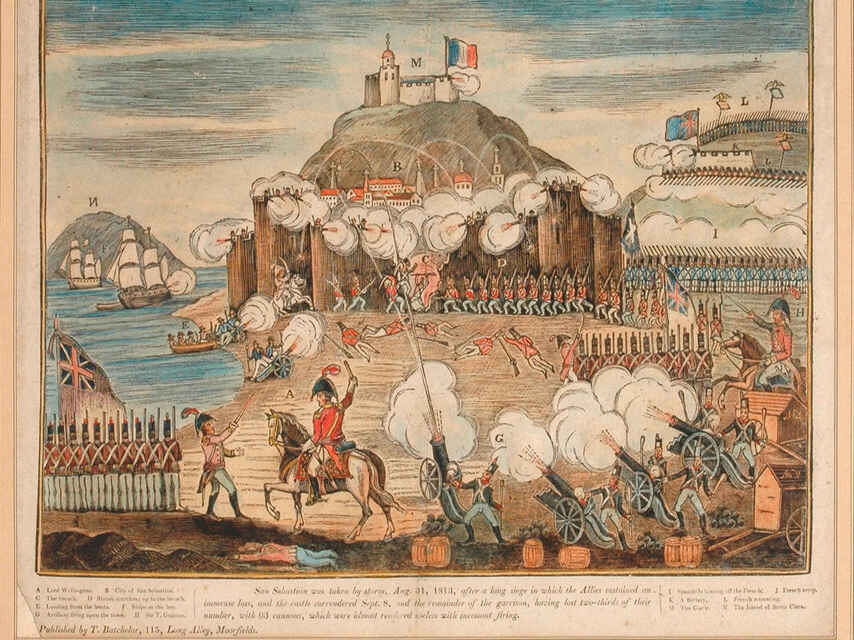
Grabado del sitio de San Sebastián (1813)

El primer objetivo fue la captura de un convento, en un terreno elevado, al sur del istmo. El trabajo comenzó el 11 de julio con dos baterías del convento, siendo completado y armado la noche del 13/14 de julio. El fuego continuo hasta el 17 de julio redujo el convento a ruinas, por lo que fue asaltado y ocupado sin dificultades.: 337 
El 13 de julio se inició el asedio con tres baterías emplazadas en las dunas de arena y una cuarta en la colina del Monte Ulia, al este del río, conectado por trincheras. El fuego comenzó y continuó día tras día contra las murallas y torres de la ciudad hasta que, el 23 de julio, se habían producido tres brechas.
El convento capturado fue acondicionado para protegerlo por el norte y las baterías construidas para disparar contra el glacis y la ciudad. El 20/21 de julio, se abrió  una trinchera paralela a través de la península a mitad de camino, donde se descubrió que un gran desagüe se extendía bajo tierra hasta allí. Se decidió minar el final del desagüe.
Al amanecer del 25 de julio se lanzó un ataque precedido por la explosión de la mina. Las tropas debían asaltar la brecha de la mina y las dos brechas en la muralla de la ciudad. La mina explotó demasiado pronto, cuando todavía estaba oscuro, las tropas atacaron pero no pudieron obtener apoyo de la artillería porque estaba demasiado oscuro para ver. La lengua de tierra fue asaltada, pero las fuerzas de apoyo llegaron tarde y la vanguardia fue derrotada. Las tropas que asaltaban los muros fueron expuestas al fuego en un espacio de 300 metros a través de las planicies de marea. A pesar de que llegaron a la cima de las brechas, los refuerzos fueron de nuevo lentos y fueron derrotados con gran pérdida de vidas.: 338 
Los británicos sufrieron 693 muertos y heridos y 316 prisioneros, incluidos Harry Jones, quien fue herido mientras encabezaba a los “Desesperados”. La guarnición de Rey perdió 58 soldados y otros 258 resultaron heridos.
Se analizaron las causas por las que había fallado el asalto. Los suministros de munición para pistolas disminuían y aquel mismo día, 25 de julio, Wellington se enteró de que Soult había lanzado un ataque (que se convertiría en la batalla de los Pirineos). La decisión fue posponer el asedio a la espera de recibir más suministros por barco y se le ordenó a Graham que transportara sus armas a los barcos anclados en Pasajes.
Durante el intermedio, la guarnición francesa efectuó varias incursiones, haciendo prisioneros a 200 soldados portugueses.

## Segundo asedio

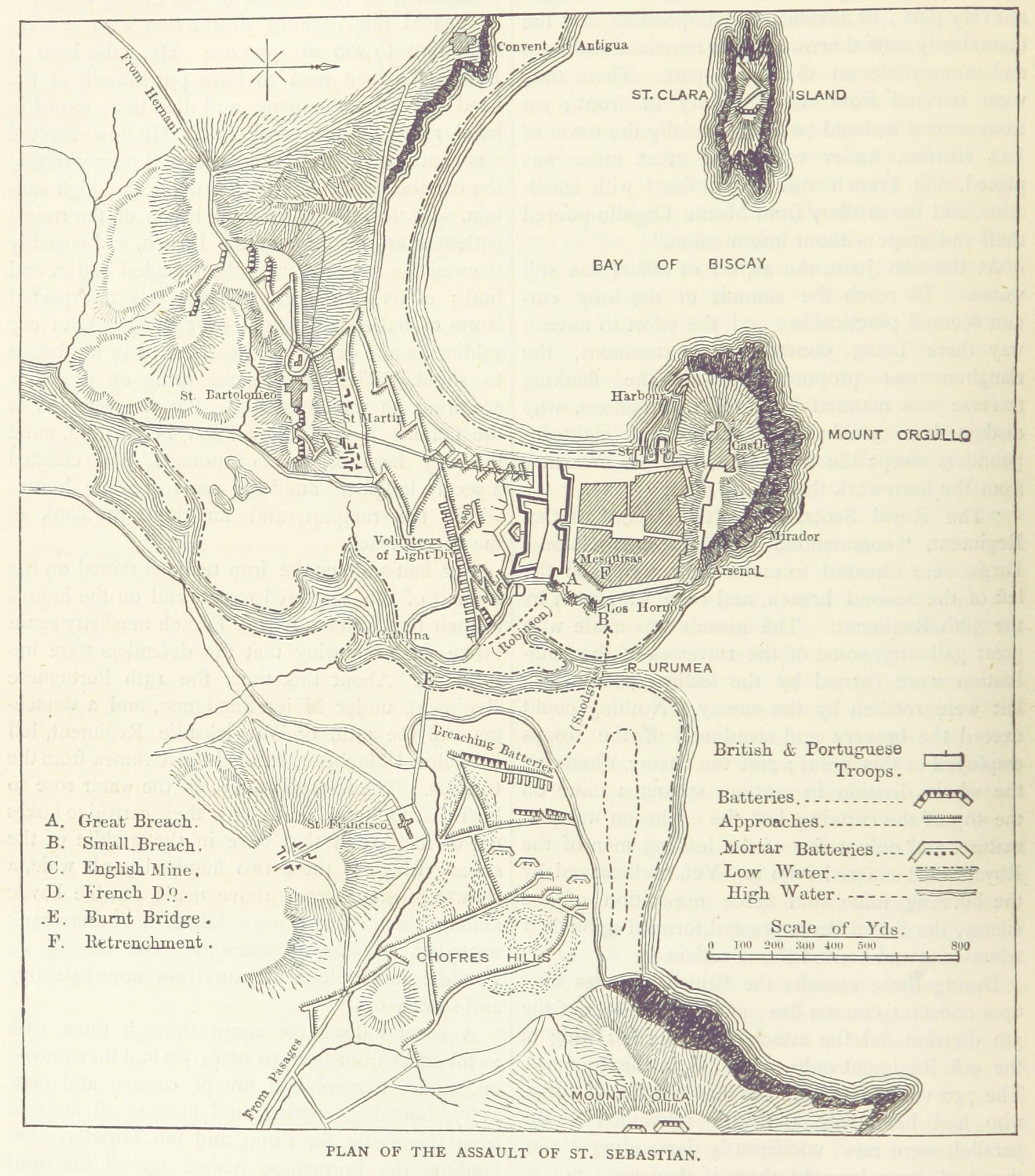
Mapa inglés del asedio

Después de que Soult retrocediera a través de la frontera, Wellington esperó hasta que el resto del tren de suministros de municiones hubiera llegado de Inglaterra antes de volver a centrar su atención en San Sebastián. El 15 de agosto, el comandante francés, Rey, había recibido algunas noticias de las naves de bloqueo, pero, aun así, solo tenía 2.700 efectivos y 300 heridos en el hospital.
El 19 de agosto comenzaron a llegar suministros británicos, entre ellos unidades de ingenieros, de modo que para el 23 de agosto las armas estaban listas para reanudar la ofensiva. El 26 de agosto, los ingleses habían instalado baterías con 63 piezas de artillería en total. El 26 de agosto abrieron fuego 15 cañones pesados desde el sur y 48 cañones desde el este, destruyendo torres y haciendo más brechas en las murallas.
El 27 de agosto, 200 hombres procedentes de los barcos de la Marina Real británica Beagle, Challenger, Constant y Surveillante remaron en botes la bahía hacia el oeste y, después de un breve combate y un puñado de bajas, se apoderaron de la isla de Santa Clara. Luego, los británicos trasladaron seis cañones del Surveillante a la isla para montar una batería que apuntase hacia la ciudad y el castillo. Los franceses estaban consternados porque pensaban que los costados de la isla eran demasiado empinados para el asalto.
La brecha principal en la muralla oriental tenía casi 170 m de largo con las torres demolidas en cada extremo. En el sur, se había excavado una zapa hacia el glacis.

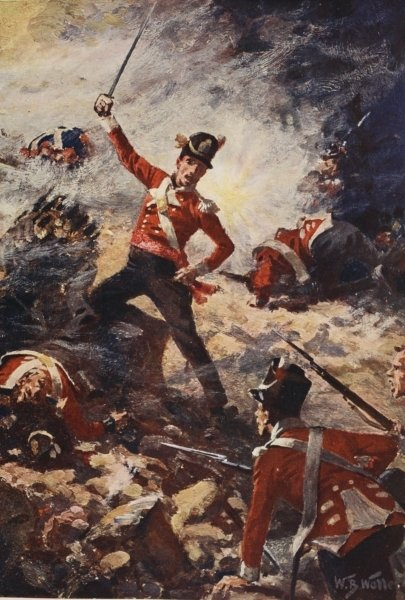
Colin Campbell encabezando a los “Desesperados” en el asedio de San Sebastián, 1813. Pintura de William Barnes Wollen.

Debido a que el ataque tuvo que realizarse a medida que bajaba la marea, estaba programado para las 11 de la mañana del 31 de agosto. Se hizo explotar otra mina, que en parte derribó un trozo de muralla, lo que creó también una serie de cráteres. Cuando la 5ª División realizó el asalto desde el sur por la brecha principal, los soldados cruzaron unos 180 metros desde las trincheras a través de los cráteres hasta el pie de la brecha, con pocas pérdidas, pero los franceses abrieron luego un fuego terrorífico. Una y otra vez, los hombres de la 5ª División corrieron por la brecha llena de escombros, pero las oleadas fueron abatidas.
Los franceses habían construido un muro interior (coupure) que impidió a los casacas rojas romper las defensas. Cayeron cientos de soldados ingleses. Graham aportó 750 voluntarios de las Divisiones 1, 4 y Ligera, pero no pudieron rechazar a los defensores franceses. Una brigada portuguesa cruzó el río Urumea y atacó la brecha oriental, pero su embestida también se detuvo. Después de dos horas, el asalto resultó ser un fracaso costoso. Los sobrevivientes se agarraban al suelo para evitar el fuego abrasador.
Después de consultar con su comandante de artillería, Alexander Dickson, Graham desidió abrir fuego contra el muro interior o coupure, a pesar del riesgo de matar a muchos soldados británicos que estaban tan cerca de la barrera. Cuando las armas pesadas de los aliados empezaron a disparar por encima de sus cabezas, los sobrevivientes del ataque entraron en pánico. Pero cuando se despejó el humo, vieron que el cañoneo había destrozado la mayor parte de la pared interior. A voz en grito, se lanzaron a la carga, llegaron a la parte superior de la brecha y se desparramaron en la ciudad. Al ver rotas sus líneas de defensa, los franceses se retiraron a la fortaleza en el monte Urgull y al mediodía los sitiadores se habían apoderado de la ciudad.
En la inspección se descubrió que ni un solo disparo se había quedado corto en las tropas aliadas, a pesar de que el cañoneo había durado 20 minutos a una distancia de 600-800 metros y ello, junto con la explosión de granadas, hizo que pocos defensores sobrevivieran ilesos;  700 franceses fueron capturados en la ciudad que ahora estaba en llamas.

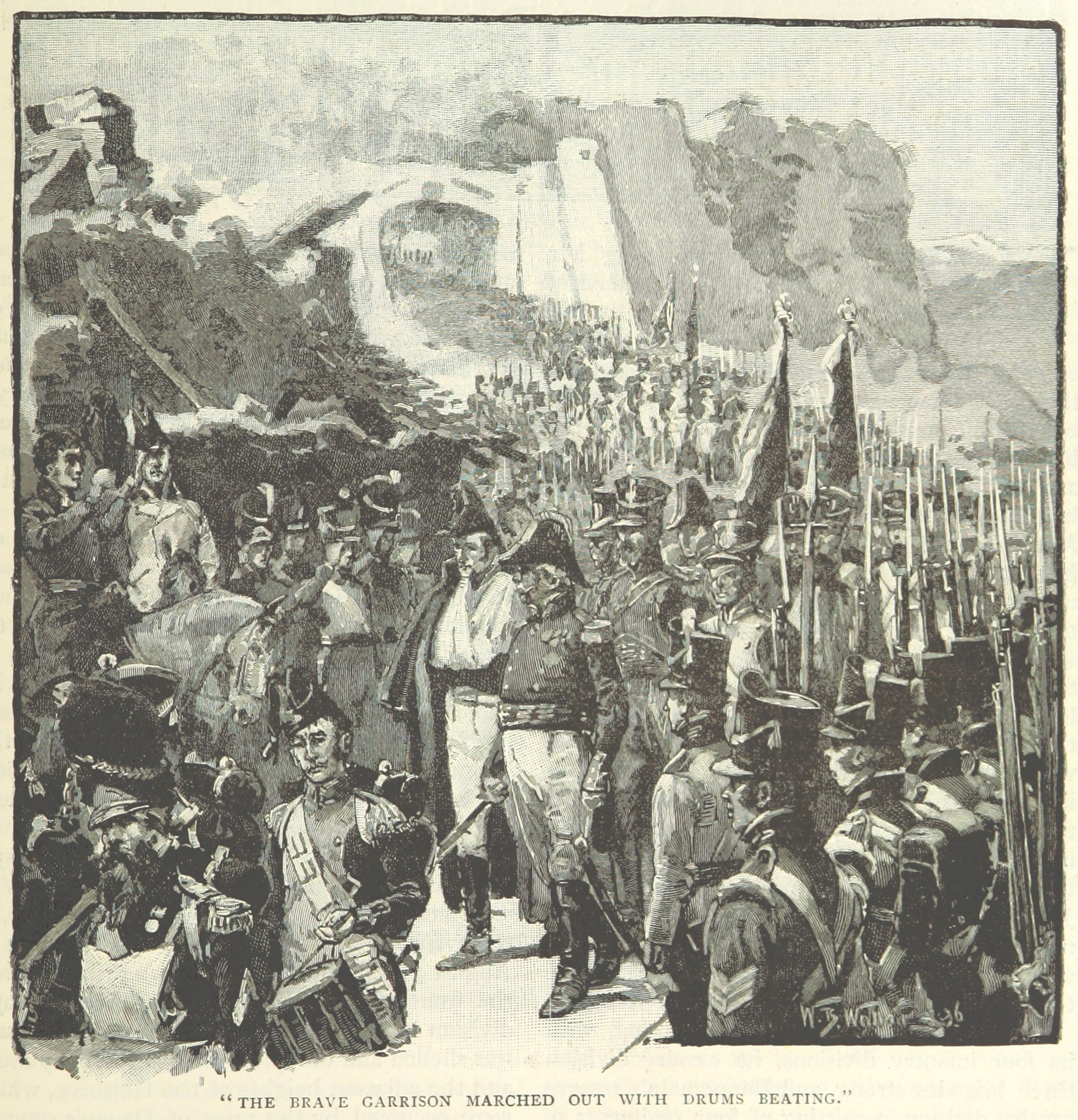
Rey y la guarnición francesa se rinden (tomado de un libro inglés).

Rey y el resto de la guarnición resistieron en el castillo hasta el 5 de septiembre antes de pedir la rendición. El comandante francés se rindió formalmente el 8 de septiembre y, en reconocimiento de una noble defensa, el resto de la guarnición estacionada en la fortaleza recibió los honores de guerra por las fuerzas anglo-portuguesas. Salieron de la fortaleza con los brazos al hombro, ondeando las banderas al redoble de los tambores. Los oficiales habían sido autorizados a conservar las espadas.

## Saqueo y quema de San Sebastián
Al entrar en la ciudad, las victoriosas tropas británicas y portuguesas descubrieron rápidamente abundantes provisiones de coñac y vino en las tiendas y casas, y muchos de ellos se convirtieron pronto en una "turba rebelde y desenfrenada". Borrachos y enfurecidos por las grandes pérdidas que habían  sufrido, los soldados perdieron la cabeza, saqueando y quemando la ciudad y matando a numerosos habitantes según algunas fuentes, pero pueden ascender a 1,000. Algunos oficiales ingleses intentaron detener el saqueo pero fueron ignorados o amenazados por los soldados ebrios, o bien hicieron la vista gorda o se sumaron a la difícil situación. Se reunieron declaraciones (75 informes) que atestiguaron los acontecimientos que comenzaron el 31 de agosto. Uno de los sobrevivientes, el testigo Gabriel Serres afirmó
"[Los agresores] cometieron las mayores atrocidades, como matar y herir a muchos habitantes y también violar a la mayoría de las mujeres".
Ellos comenzaron a quemar esa misma noche algunas casas, según testigos locales. El vecino Domingo de Echave relató las palabras que le dijo un soldado inglés al señalar las llamas que salían de una casa:
```
"¿Ves esa casa en llamas? Recuérdalo, mañana todas estarán así".
[
13
]
```

La ciudad siguió ardiendo durante siete días, la soldadesca se dedicó al saqueo y a la búsqueda de tesoros cuando sospechaban que algún habitante podía haber ocultado dinero, y las mujeres fueron violadas y luego matadas. Solamente se salvó un puñado de casas. El resto de la ciudad quedó destruido, unos 600 edificios, incluidos el ayuntamiento y la oficina de registros.
Después de la quema, el ayuntamiento y muchos sobrevivientes de la destrucción se reunieron en Zubieta, donde los habitantes de la ciudad devastada decidieron reconstruir la ciudad casi desde cero. Como el concejo municipal anterior había colaborado con los franceses, se nombró uno nuevo, se escribió una carta felicitando a Wellington por su victoria y solicitándole que se  concedieran 2.000 salarios de inanición a los más necesitados. La demanda no se cumplió porque Wellington se negó a hacerlo, y de todo corazón deseó en la respuesta que no se le abordase nuevamente.: 98  Luego pasó a atribuir el saqueo a los franceses, y el 2 de noviembre, mientras estaba en Lesaca, el general británico negó cualquier responsabilidad de las tropas británicas en el incendio.: 157  En noviembre, el ayuntamiento organizó un juicio popular "sobre el comportamiento atroz mostrado por las tropas inglesas y portuguesas", donde solo 2 mujeres respondieron al cuestionario proporcionado.
La tragedia se recuerda anualmente el 31 de agosto con una ceremonia a la luz de las velas.

## Consecuencias
De la guarnición original de Rey de 3.170 más algunos refuerzos posteriores, 850 murieron, 670 habían sido hechos prisioneros el 31 de agosto y 1.860 se rindieron, de los cuales 480 estaban enfermos y heridos. El contingente al mando de Graham perdió a 3,770 soldados, muertos, heridos y desaparecidos. En el asalto final, 867 hombres cayeron, 1.416 resultaron heridos y 44 fueron incluidos como desaparecidos. El Mayor General James Leith, quien acababa de regresar para comandar la 5ª División, fue herido en el asalto. El jefe de ingenieros que había proyectado las Líneas de Torres Vedras, Sir Richard Fletcher, recibió un disparo en el corazón y murió en el asedio,: 346  como sucedió a uno de los hijos de Sir Harry Burrard.
Sin darse cuenta de que era demasiado tarde para salvar la ciudad, Soult lanzó un ataque final el 31 de agosto. Las fuerzas españolas repelieron este intento en la Batalla de San Marcial. Con la posesión de San Sebastián, Wellington podría pensar en conducir a Soult de vuelta a Francia. La siguiente acción fue la Batalla del Bidasoa el 7 de octubre, seguida por la Batalla del Nivelle en noviembre.